# Trần Nhật Hiệu
Trần Nhật Hiệu (chữ Hán: 陳日皎, 1225 - 1268), tước vị Khâm Thiên Đại vương (欽天大王), là con trai thứ ba của Trần Thái Tổ Trần Thừa và là em trai cùng mẹ với Trần Thái Tông
Ông từng giữ chức Tướng quốc Thái úy, ngang danh Tể tướng đầu thời Trần.

## Cuộc đời
Sử sách không ghi rõ ngày tháng năm sinh của ông nhưng theo Đại Việt Sử ký toàn thư thì có lẽ ông sinh năm 1225 do tháng 5 âm lịch năm Kiến Trung thứ 2 (1226) thì Trần Thái Tông phong ông làm Khâm Thiên Đại vương với ghi chép là khi ấy ông mới 2 tuổi.
Đến tháng 1 năm Kiến Trung 4 (1228), ông được phong làm Quận vương.
Tháng giêng năm Nguyên Phong thứ 12 (1252), Trần Thái Tông thân đi đánh Chiêm Thành, sai Nhật Hiệu làm Lưu thủ. Tháng 4 năm Nguyên Phong thứ 3 (1253), ông được giao đảm nhận chức Thái úy.
Năm Nguyên Phong thứ 7 (1257), ngày 12 tháng 12 âm lịch, quân Mông Cổ do Ngột Lương Hợp Thai chỉ huy tiến tới Bình Lệ Nguyên. Thế quân Mông Cổ rất mạnh, vua Thái Tông phải lui giữ sông Thiên Mạc. Vua ngự thuyền nhỏ đến thuyền Nhật Hiệu hỏi kế sách chống giặc. Nhật Hiệu đương dựa mạn thuyền, cứ ngồi chứ không đứng dậy nổi do trước đó ông uống rượu vì quá hoang mang trước thế mạnh của quân Mông Cổ, chỉ lấy ngón tay chấm nước viết hai chữ "nhập Tống" lên mạn thuyền. Vua hỏi quân Tinh Cương ở đâu?. Nhật Hiệu trả lời: "Không gọi được chúng đến".
Sử thần Ngô Sĩ Liên có nhận xét: "Nhật Hiệu là đại thần cùng họ với vua. Giặc đến, khiếp sợ, hèn nhát, không có kế sách chống giữ, lại còn kiếm cách xui vua mình chạy đi ở nhờ nước khác, thì còn dùng hắn làm tướng làm gì?"
Tháng 3 năm Thiệu Long thứ 7 (1264), Trần Thánh Tông lấy ông làm Tướng quốc Thái úy, nắm chung việc nước. Bấy giờ, vua cho Nhật Hiệu làm Thái sư, nhưng Nhật Hiệu cố ý từ chối không nhận vì xấu hổ về việc viết chữ lên mạn thuyền. Vua tuy cho ông không nhận chức Thái sư, nhưng lại ban thêm hai chữ "Tướng quốc", thành Tướng quốc Thái uý.
Tháng 7 năm Thiệu Long thứ 11 (1268), Tướng quốc thái úy Nhật Hiệu chết, thọ 44 tuổi, truy tặng Tướng quốc Thái sư (相國太師). Sử sách không ghi chép gì hơn nữa về ông cũng như các hậu duệ (nếu có) của ông. Qua đoạn nhận xét của Ngô Sĩ Liên, ta có thể thấy ông có lẽ chỉ là người tài năng bình thường, nhờ là thân thích của vua mà ở địa vị cao.

## Cha của Phụng Dương
Phụng Dương công chúa là nghĩa nữ của Trần Thái Tông, về sau được gả cho con trai thứ hai của Thái Tông, Chiêu Minh Đại vương Trần Quang Khải.
Theo "Phụng Dương công chúa thần đạo bi", một trong những thông tin cổ duy nhất còn sót lại về lai lịch công chúa, thì bà là con gái của Tướng quốc Thái sư (không rõ lai lịch) và phu nhân Tuệ Chân. Văn bia không hề đề cập trực tiếp tên cha bà mà chỉ ghi "Tướng quốc Thái sư". Theo nhiều suy đoán ban đầu, vị Thái sư này là Trần Thủ Độ. Thế nhưng, trong Đại Việt Sử ký Toàn thư, các kỷ Thái Tông và Thánh Tông hoàng đế, Trần Nhật Hiệu sinh thời là Thái úy, sau khi chết thì được truy tặng là Tướng quốc Thái sư. Thêm vào đó, nếu Phụng Dương là con gái Trần Thủ Độ thì bà phải thuộc hàng cô của Chiêu Minh Đại vương, nhưng nếu là con gái Trần Nhật Hiệu thì Phụng Dương chỉ là em họ của chồng bà.
Như vậy cha Phụng Dương công chúa rất có thể là Trần Nhật Hiệu hơn là Trần Thủ Độ.